# KM3NeT
De kubieke kilometer neutrino-telescoop (KM3NeT) is een Europese onderzoeksfaciliteit op de bodem van de Middellandse Zee. KM3NeT herbergt neutrinodetectoren die gebruik maken van het Tsjerenkoveffect om neutrino’s te detecteren afkomstig van verre astrofysische bronnen in het heelal en uit onze eigen atmosfeer. Met dit onderzoek kan KM3NeT bijdragen aan de kennis van zowel de astrofysica als de deeltjesfysica.
Vertikale lijnen met duizenden lichtgevoelige optische modules in de diepzee detecteren het zwakke Tsjerenkovlicht dat geproduceerd wordt door geladen deeltjes afkomstig van botsingen tussen neutrino’s en het zeewater of het gesteente in de nabijheid van de detector. De positie en orientatie van de optische modules en vooral het tijdstip waarop het licht op de sensoren aankomt, worden met grote precisie geregistreerd. Uit deze metingen worden de eigenschappen van de deeltjes, zoals hun energie, hun richting en de baan die zij volgen, gereconstrueerd.
Het KM3NeT-project voorziet in de bouw van grote neutrinodetectoren op meerdere plaatsen diep in de Middellandse Zee langs de zuidkust van Europa: KM3NeT-Fr voor de kust van Toulon, Frankrijk herbergt de ORCA-detector, KM3NeT-It voor de kust van Portopalo di Capo Passero, Sicilië, Italië de ARCA-detector. Beide detectoren zijn in aanbouw, maar wel al operationeel. KM3NeT-Gr voor de kust van Pylos, Peloponnesos, Griekenland is beschikbaar om de KM3NeT-onderzoeksfaciliteit uit te breiden in een volgende bouwfase.
Het KM3NeT-project is een voortzetting van de neutrinotelescoop ANTARES, die tussen 2008 en 2022 voor de kust van Frankrijk operationeel was.
Voor de bouw en exploitatie van KM3NeT hebben wetenschappers van meer dan 60 onderzoeksinstituten en universitaire onderzoeksgroepen een internationale samenwerking opgezet - de KM3NeT Collaboratie, meestal aangeduid met enkel de naam van de faciliteit. De Collaboratie bestaat uit ongeveer 360 wetenschappers, ingenieurs en technici. 

## Wetenschappelijke doelen
De belangrijkste wetenschappelijke doelstellingen  van de KM3NeT Collaboratie zijn:
1. De ontdekking en observatie van kosmische bronnen in het heelal die hoog-energetische neutrino's produceren. Voorbeelden van zulke bronnen zijn resten van supernova's, gammaflitsen, supernova's of botsende sterren. Door neutrino's uit deze bronnen te identificeren, wil KM3NeT inzicht verschaffen in de oorsprong van kosmische straling en de mechanismen achter enkele van de meest extreme gebeurtenissen in het heelal.
2. Onderzoek naar fundamentele neutrino-eigenschappen, in het bijzonder naar de massa-ordening van neutrino's, door de oscillaties van atmosferische neutrino's te meten. Het vermogen om onderscheid te maken tussen verschillende neutrinomassa's levert informatie op over de aard van neutrino's en hun rol in het Standaardmodel van de deeltjesfysica.

Naast deze primaire wetenschappelijke doelstellingen spelen de detectoren een rol in de zoektocht naar donkere materie in het heelal. Tevens beschikt de onderzoeksfaciliteit over instrumentatie voor andere onderzoeksgebieden, waaronder mariene biologie, oceanografie en geofysica.  
De ARCA-detector is de grotere detector met een volume van ongeveer één kubieke kilometer, geoptimaliseerd voor de zoektocht naar neutrinobronnen in de kosmos. Met deze detector kan KM3NeT bijdragen aan de kennis van de astrofysica. De ORCA-detector is kleiner en is geoptimaliseerd voor het meten van de eigenschappen van het neutrino zelf waarmee KM3NeT openstaande vragen in de deeltjesfysica kan beantwoorden.

## Ontwerp

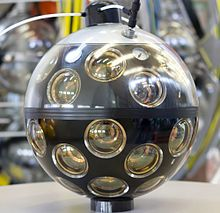
KM3NeT optische module in een werkplaats

De detectoren in de diepzee nabij Frankrijk en Italië zullen - wanneer afgebouwd - bestaan uit bijna 200.000 lichtsensoren (fotomultiplicatorbuizen, of PMT's) in meer dan 6000 optische modules, verdeeld over drie detectieblokken: twee voor ARCA en één voor ORCA. Een detectieblok bestaat uit 115 flexibele verticale lijnen, die aan de zeebodem zijn verankerd. Elke lijn bevat 18 bolvormige optische modules, en elke optische module bevat 31 fotomultiplicatorbuizen. Daarmee vormt elk detectieblok een driedimensionaal raster van fotosensoren die gebruikt worden om het Tsjerenkovlicht te detecteren dat geproduceerd wordt door relativistische geladen deeltjes die voortkomen uit neutrino-interacties in of in de buurt van de detector. In de diepzee zijn de detectoren beter afgeschermd dan op zeeniveau van de achtergrondsignalen van muonen uit de atmosfeer, die niet zijn gecreerd in neutrinointeracties.
De KM3NeT-It-locatie waar de ARCA-detector zich bevindt is 3450 m diep. De ARCA detector is geoptimaliseerd voor de detectie van zeer energetische kosmische neutrino's in het TeV-PeV-bereik door de optische modules wijd uit elkaar te plaatsen. De 18 modules zijn ongeveer gelijkmatig verdeeld over de lijnen die elk ongeveer 700 m lang zijn, en ongeveer 90 m uit elkaar zijn verankerd. 
De KM3NeT-Fr-locatie waar de ORCA-detector zich bevindt is 2475 m diep. Door de optische modules dichter bij elkaar te plaatsen is de ORCA-detector geoptimaliseerd voor de detectie van minder energetische neutrino's in het GeV-bereik. ORCA zal bestaan uit lijnen met een verticale afstand van ongeveer 9 m tussen de optische modules. De lijnen zijn 200 m lang en worden verankerd op ongeveer 20 m afstand van elkaar.
De positie en orientatie van de lichtsensoren en vooral de aankomsttijd van het licht op de fotomultipliers worden met grote precisie gemeten. Elke optische module is een drukbestendige glazen bol met een diameter van ongeveer 44 centimeter (17 inch), die 31 drie-inch fotomultiplicatorbuizen met ondersteunende elektronica bevat.  Via een netwerk van elektro-optische kabels en stekkerdozen op de zeebodem worden de optische modules verbonden met controlestations aan land waar de stroomvoorziening vandaan komt en waar de gedigitaliseerde metingen naar toe worden gestuurd. 
Omdat de flexibele lijnen met optische modules met de stromingen in de diepzee meebewegen, worden de positie en oriëntatie van de optische modules en dus van de fotomultiplicatorbuizen dynamisch gemonitord met behulp van een akoestisch systeem, een kompas en een tiltmeter in de modules. Pulserende LEDs in de optische modules die vanuit het controlestation worden aangestuurd, worden gebruikt voor tijdkalibratie. 
Computers in de controlestations aan de wal reduceren en filteren de gegevens, waarna de geselecteerde gegevens naar een centraal KM3NeT-datacentrum worden gestreamd voor opslag en verdere analyse door de KM3NeT-wetenschappers.
De constructie en verankering van de detectoronderdelen is geïllustreerd in meerdere video's .

## Bouwgeschiedenis
De bouw van de neutrinodetectoren van de KM3NeT faciliteit vindt gefaseerd plaats. In 2012 is de eerste fase van de bouw van de faciliteit begonnen met de aanleg van de infrastructuur van kabels en stekkerdozen op de zeebodem op de locaties KM3NeT-Fr en KM3NeT-It. In 2013 werd een protoype van het optische module van KM3NeT ingebouwd in de ANTARES telescoop. Het prototype was operationeel gedurende een jaar.  In 2014 werd een prototype lijn met drie optische modules verankerd op de KM3NeT-It-site en die was eveneens operationeel gedurende ongeveer een jaar. 
De tweede bouwfase omvat de voltooiing van de ARCA- en ORCA-detectoren op respectievelijk de locaties KM3NeT-It en KM3NeT-Fr. Tussen 2017 en 2024 werden op de ORCA-locatie 24 lijnen en op de ARCA-locatie 33 lijnen verankerd en via stekkerdozen aangesloten op het kabelnetwerk op de zeebodem. Daarmee was eind 2024 ongeveer 15% van de twee detectoren operationeel.

## Wetenschappelijke resultaten
Gebruikmakend van gedeeltelijke detectorconfiguraties hebben de KM3NeT wetenschappers resultaten van studies gepubliceerd in door vakgenoten beoordeelde wetenschappelijke tijdschriften. Bijvoorbeeld zijn met slechts 6 lijnen van ORCA (ORCA6) de atmosferische oscillatieparameters gemeten als sin 2 (θ 23 ) = 0.51+0,04 −0,05 en ∆m 2 31 = 2.18+0,25 −0,35 × 10 −3 eV2 {\displaystyle \cup } { -2,25, -1,76 } × 10 −3 eV 2 bij 68% CL. 
Voor de derde waarnemingsperiode van de LIGO- en Virgo- interferometers in 2019-2020 werd met behulp van KM3NeT-metingen gezocht naar correlaties tussen observaties van zwaartekrachtsgolven en neutrino-observaties. De studies leverden geen significant correlaties op. Voor elke geobserveerde bron van zwaartekrachtgolven zijn daarom bovengrenzen vastgesteld voor de neutrinoflux en voor de totale energie van de neutrino's. Daarnaast is er gezocht naar een gezamenlijk signaal van meerdere botsingen tussen binaire zwarte gaten en meerdere botsingen tussen een neutronenster en een zwarte gat om de karakteristieke neutrino-emissie uit deze categorieën te bepalen. 
Met 10 ORCA-lijnen en 21 ARCA-lijnen,  werd een vervolgonderzoek uitgevoerd naar de buitengewoon heldere lichtflits die op 9 oktober 2022 door de Fermi-satelliet werd gedetecteerd met de Gamma-Ray Burst Monitor van de satelliet. Er werden geen neutrino's gevonden uit de richting van de gammaflits, daarom werden er bovengrenzen voor de neutrino-emissie gepubliceerd. 
Andere publicaties omvatten onder meer de resultaten van studies met ORCA6 naar onzichtbaar neutrinoverval, steriele neutrino's, niet-standaard neutrino-interacties en kwantumdecoherentie in neutrino-oscillaties. In een zoektocht naar donkere materie en studies van atmosferische muonen, diffuse neutrinoflux, emissie van puntachtige bronnen, starburst-sterrenstelsels, supernova's met ineenstorting van de kern werden ARCA en ORCA gecombineerd. Tevens werden gecombineerde analyses met andere experimenten zoals JUNO en CTA gepubliceerd.
Op basis van gedetailleerde Monte Carlo-simulaties werden het verwachte wetenschappelijke potentieel van de volledige ORCA detector en dat van de volledige ARCA detector gepubliceerd.   .
Een volledige lijst wetenschappelijke en technische publicaties van KM3NET is te vinden op INSPIRE-HEP. KM3NeT hanteert een 'Open Access'-publicatiebeleid.

## Detectie van een ultra-hoog-energetisch neutrino event: KM3-230213A
Op 13 februari 13, 2023 om 01:16:47 UTC werd door de ARCA-detector op de KM3NeT-It locatie een muon geregistreerd met extreem hoge energie. De gebeurtenis heeft de naam KM3-230213A gekregen.Ten tijde van de waarneming bestond de ARCA detector uit 21 detectielijnen. Het pad dat het muon door de detector volgde kon worden gereconstrueerd uit de gemeten tijd waarop licht op de individuele fotomultiplicatorbuizen in de optische modules viel en de posities van de geraakte fotomultiplicatorbuizen. 
Het muon van KM3-230213A bereikte de detector vanuit een richting 0.6 graden boven de horizon. De gemeten energie van het muon is 120 petaelectronvolt (PeV) met een onzekerheid van +100 PeV tot -60 PeV. Vanwege de enorme energie en de vrijwel horizontale richting van het muon, is het hoogstwaarschijnlijk ontstaan in een botsing van een neutrino met nog hogere energie in de buurt van de detector.
De energie van een neutrino dat een muon met zulke hoge energy in een botsing kan produceren wordt geschat op 220 PeV. Daarmee is het KM3-230213A-neutrino het meest energetische neutrino dat ooit werd geobserveerd. 
Het KM3-230213A-neutrino is een kosmisch neutrino dat wellicht in een ander soort versneller is geproduceerd dan kosmische neutrino’s met lagere energie of het kan de eerste waarneming zijn van een cosmogenic neutrino, dat is ontstaan uit de reacties van ultra-hoog-energetische kosmische straten met de achtergrond-fotonen in het heelal.

## Relatie met de EU
In 2006 werd de KM3NeT-onderzoeksfaciliteit opgenomen in de routekaart van het 'European Strategy Forum on Research Infrastructure' (ESFRI). Het forum is een strategisch instrument van de EU gericht op de wetenschappelijke integratie in Europa door samenwerking op het gebied van onderzoeksinfrastructuren. ESFRI kent onderzoeksfaciliteiten op de routekaart voor een periode van 10-20 jaar prioriteit toe. De steun werd door de Raad van de Europese Unie verlengd voor de periode 2019-2026. Door deze erkenning kon het KM3NeT-INFRADEV2-project (2023-2025) voor de volledige implementatie van de KM3NeT-onderzoeksfaciliteit, inclusief de legale structuur voor de exploitatie, van start gaan.
KM3NeT heeft geprofiteerd van financiering via verschillende Europese onderzoeks- en innovatieprogramma's, waaronder het zesde en zevende kaderprogramma, Horizon 2020 en Horizon Europe. Daarnaast heeft KM3NeT door de ligging van de detectoren aan de kust van de Middellandse Zee ook geprofiteerd van financiering via het Europees Fonds voor Regionale Ontwikkeling (EFRO), waarmee de economische, sociale en territoriale potentie van KM3NeT op regionaal niveau werd bevestigt.
Verder nam KM3NeT deel aan verschillende Europese projecten onder leiding van partners van de Collaboration. Zo neemt KM3NeT deel aan het EMSO-netwerk door voor lange termijn toegang te bieden aan onderzoek in de geowetenschappen en zee-wetenschappen. KM3NeT nam deel aan het ASTERICS-project, en neemt nog steeds deel aan het EOSC Europese initiatief voor Open Science, evenals aan het gerelateerde ESCAPE-project. Ten slotte is KM3NeT betrokken bij burgerwetenschap, met name via het REINFORCE-project.

## Wereldwijd Neutrino Netwerk
Samen met ANTARES, Baikal, IceCube, P-ONE en RNO-G maakt KM3NeT deel uit van het Global Neutrino Network. 